# Линнамяги, Мартин
Ма́ртин Ли́ннамяги (28 августа 1917 года, Ревель, Эстляндская губерния, Российская империя — 3 января 1994 года, Таллин, Эстония) — советский боксёр, призёр чемпионатов СССР в тяжёлой весовой категории, тренер по боксу. 

## Биография
Увлёкся боксом в 1936 году, занимался в Таллине под руководством Н. П. Маатсоо. Выступал за клуб «Динамо» (Таллин). Чемпион Эстонской ССР в 1940—1941 и 1945—1951 годах. В 1968—1979 годах работал государственным тренером Спорткомитета Эстонской ССР.

## Спортивные результаты
- Чемпионат СССР по боксу 1944 года — ;
- Чемпионат СССР по боксу 1945 года — ;
- Чемпионат СССР по боксу 1946 года — ;
- Чемпионат СССР по боксу 1947 года — ;
- Чемпионат СССР по боксу 1950 года — ;